# Port lotniczy Beni
Port lotniczy Beni (IATA: BNC, ICAO: FZNP) – port lotniczy położony w Beni, w prowincji Kiwu Północne, w Demokratycznej Republice Konga.

## Linie lotnicze i połączenia
| Linia Lotnicza                 | Kierunek                                                                   |
| ------------------------------ | -------------------------------------------------------------------------- |
| Compagnie Africaine d'Aviation | 1. Bukavu 2. Bunia 3. Goma 4. Kalemie 5. Kisangani 6. Lubumbashi 7. Matari |